# Arganzuela
Arganzuela (2.º Distrito de Madrid) es un distrito de la ciudad de Madrid, que comprende el territorio al este del río Manzanares e íntegramente dentro del perímetro de la M-30. Limita, al norte y noreste con los distritos de Centro y Retiro; al este y sureste con el de Puente de Vallecas; al sur con el de Usera y al oeste con los de Latina y Carabanchel. Se organiza administrativamente en los barrios de Imperial (21), Las Acacias (22), La Chopera (23), Legazpi (24), Las Delicias (25), Palos de la Frontera (26) y Atocha (27).

## Historia

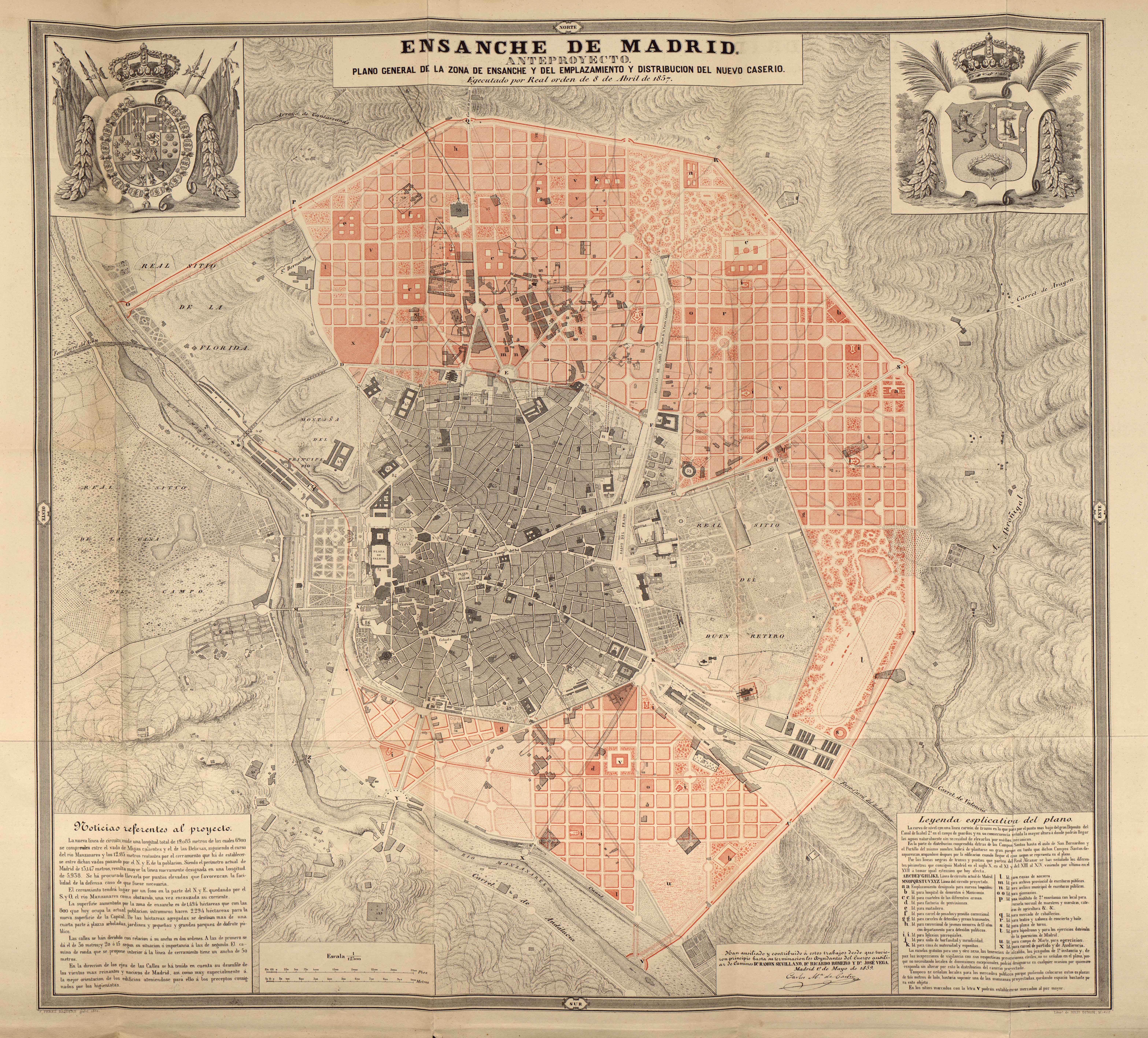
Mapa del proyecto Ensanche de Madrid o Plan Castro. En gris se observa la zona ya urbanizada; en rojo se muestra el ensanche. La zona sur, entre la antigua villa de Madrid y el río Manzanares corresponde al distrito de Arganzuela

La primera referencia documental de Arganzuela es en una sentencia emitida en Madrid el 23 de octubre de 1427 por el licenciado Alfonso García de Guadalajara, corregidor de Madrid y juez de términos, nado por el rey Juan II, a fin de hacer investigaciones sobre las propiedades comunales de la villa. En el documento aparece citada «la isla de Arganzuela» dentro del cauce del río Manzanares, entonces llamado Guadarrama, diciendo: “Que la dicha isla sea prado y pasto común de Madrid y su tierra y de los vecinos y moradores de ella, para que puedan cegar la hierba y pacerla con sus bueyes y bestias de arada y con sus bestias de silla y de arada, así caballares como mulares, y que no puedan allí pacer ni pazcan en la dicha isla con ganados ovejunos ni caprinos ni porcinos”. 
El 15 de mayo de 1492, los Reyes Católicos dieron licencia a la villa de Madrid para acotar la Dehesa de Arganzuela. Este documento, de gran valor histórico, se encuentra en el Archivo de la Villa. 
En cuanto al origen del nombre del distrito de Arganzuela, lo más probable es que en esta zona existiera un caserío poblado por antiguos vecinos de Arganda, que fue denominado con el diminutivo de Arganzuela, que es la versión más aceptada por los historiadores.
Antonio Capmani y Mantpalau relata que un alfarero que vivía por la puerta de la Latina conocido como tío Daganzo, por haber nacido en aquel lugar de Madrid, tenía una hija llamada Sanchita, pero conocida como Daganzuela, débil y enfermiza, a quien su padre enviaba al río para llevar agua a la alquería donde trabajaba. Un día la reina Isabel, acompañada de Beatriz Galindo, quiso probar el agua del Manzanares y encontrándose con Daganzuela, esta cogió agua para la reina. Como recompensa dijo a uno de sus escuderos: 
-“Tomad otra vez lleno ese búcaro y regad con él la tierra, haced esto dos veces, repetidlo, pues, por tercera vez, y todo lo que regareis que se dé en dote a esta muchacha”. 
Así lo hicieron y de muy pobre pasó a ser propietaria. Los terrenos que Sancha llevó en dote fueron llamados campo de la Arganzuela. En memoria de esta mujer se denominó a la calle con el nombre de la Arganzuela, nombre que se extenderá más tarde al distrito.
En el Siglo de Oro Arganzuela es un territorio rural y algo inhóspito junto al río Manzanares, pero muy cerca del centro del centro de la Villa y Corte, por lo que encontraremos menciones de casi todos los autores que formaron parte de este periodo inigualable de la literatura española. El río Manzanares va a ser un tema habitual en los escritores del Siglo de Oro, quizás el periodo más prolífico de la literatura española. Escribieron sobre él Cervantes, Lope de Vega, Quevedo, Tirso de Molina y otros grandes literatos sobre nuestro río, único elemento de envergadura en Arganzuela en esta etapa.
Las lavanderas del Manzanares integraron entre el final del siglo XVI y el comienzo del siglo XX un importante sector laboral de la ciudad de Madrid dedicado al oficio del lavado de la ropa. Al igual que en otras grandes capitales como París, Lisboa, o Buenos Aires, las lavanderas de la capital de España constituyeron un grupo social marginado y –en distintos periodos– carente de organización gremial, aunque sujeto a duros reglamentos municipales.
Carlos III realizó una profunda transformación de la villa y Corte. Su plan urbanístico afectó a Arganzuela puesto que incluía ensanchar algunas calles para que fueran amplios paseos como el de la Castellana, Recoletos, el Prado, Delicias, la Chopera, los Melancólicos o el de los Olmos, además de empedrarlas; ordenó que se abrieran pozos en las casas para expulsar las aguas sucias y evitar los malos olores. 
Arganzuela acogió en la glorieta de Embajadores el edificio de la antigua Fábrica de Tabacos, que fue construido por Carlos III en 1790 y se utilizó, en un principio, como depósito de aguardientes, licores, barajas y papel sellado, pertenecientes a la Real Hacienda. La Fábrica de Tabacos es una construcción de aspecto sobrio y sólido, que ha sufrido diversas reedificaciones a causa de los incendios que soportó en el pasado, debido al material altamente combustible que albergaba: el tabaco seco, papel, etc. El 1 de abril de 1809, el edificio que era utilizado como Real Fábrica de Aguardientes pasó a ser, por orden del rey José Bonaparte, una fábrica de tabacos. En el barrio existían múltiples talleres clandestinos de elaboración de cigarros, todos ellos compuestos por mujeres cigarreras, que tenían fama de ser buenas profesionales. Todas aquellas mujeres fueron contratadas para la nueva fábrica. Al principio eran 800 y más tarde aumentaron a 3.000 y a 6.300. La mayoría de estas mujeres vivían en los alrededores de la fábrica. 
En varias de sus novelas, Pío Baroja incurre en una reflexión desencantada sobre la ciudad como microcosmo degradante y degradado, en el que las deambulaciones de los protagonistas reflejan el ambiente fin de siglo y la lesión de energía moral que lo caracteriza. Es así como describe una parte lo que hoy conocemos como distrito de Arganzuela. Escribe lo siguiente: “Madrid está rodeado de suburbios, en donde viven peor que en el fondo de África un mundo de mendigos, de miserables, de gente abandonada. ¿Quién se ocupa de ellos? Nadie, absolutamente nadie. Yo he paseado de noche por las Injurias y las Cambroneras, he alternado con la golfería de las tabernas de las Peñuelas y los merenderos de Cuatro Caminos (...) He visto mujeres amontonadas en las cuevas del Gobierno Civil y hombres echados desnudos al calabozo. He visto golfos andrajosos salir gateando de las cuevas del cerrillo de San Blas y les he visto contemplando cómo devoraban gatos muertos. (...) Y no he visto a nadie que se ocupara en serio de tanta tristeza”.
El territorio de distrito de Arganzuela es la prolongación natural hacia el sur de la histórica villa de Madrid. Hasta el siglo XVIII se ubicaron en su área instalaciones de servicios. Fernando VI proyectó el trazado de grandes paseos que hoy en día dan la forma a este distrito. Gracias a la implantación del ferrocarril y la incorporación de los terrenos del distrito al Proyecto de Ensanche de Madrid en el siglo XIX quedó configurado el desarrollo industrial de Arganzuela. En 1916 se crea la Fábrica Osram en el paseo de Santa María de la Cabeza. La disponibilidad de terrenos públicos facilita la instalación de usos industriales, de los mercados centrales y de los mataderos así como de viviendas protegidas (como por ejemplo la Colonia del Pico del Pañuelo). En 1935 se inaugura el Mercado Central de Frutas y Hortalizas junto a la plaza de Legazpi, así como el edificio Parque Sur como garaje de los automóviles del servicio de limpieza.
A partir del Plan de Ordenación de 1963 se inicia la recalificación social de Arganzuela que es desarrollada posteriormente mediante el Plan Especial de la Avenida de la Paz (M-30) y más recientemente por el Plan de Actuación del Pasillo Verde Ferroviario. Todo ello ha supuesto la desaparición en su práctica totalidad de las instalaciones industriales que tuvieron su emplazamiento en el distrito, como el Gasómetro y la creación de parques y centros culturales sobre escombreras (como el parque Enrique Tierno Galván) o antiguas instalaciones municipales, como Matadero Madrid o el Invernadero Palacio de Cristal, en el antiguo matadero, sede también de la Junta Municipal de Arganzuela.
Por lo que respecta a su inserción en la organización administrativa del municipio, el distrito de Arganzuela es relativamente reciente, apareciendo en la división de 1970. En 2020, el Ayuntamiento de Madrid celebró el 50 aniversario de Arganzuela con la edición de un libro y una exposición fotográfica  que tuvo lugar en la Sala de La Lonja de la Casa del Reloj. 
La primera división distrital del municipio había tenido lugar en 1902. El territorio del actual distrito se encontraba repartido entre los distritos de La Latina, Inclusa y Hospital. Tras la absorción de los municipios limítrofes, en 1955 se llevó a cabo una primera reorganización, por la que se creó el distrito de Arganzuela-Villaverde: a grandes rasgos el actual distrito de Arganzuela extendido hasta llegar al límite del término municipal y abarcando territorios que actualmente corresponden a Usera y Villaverde. Tras su definición en 1970, Arganzuela ha conservado su disposición en sucesivas reorganizaciones.

## Geografía

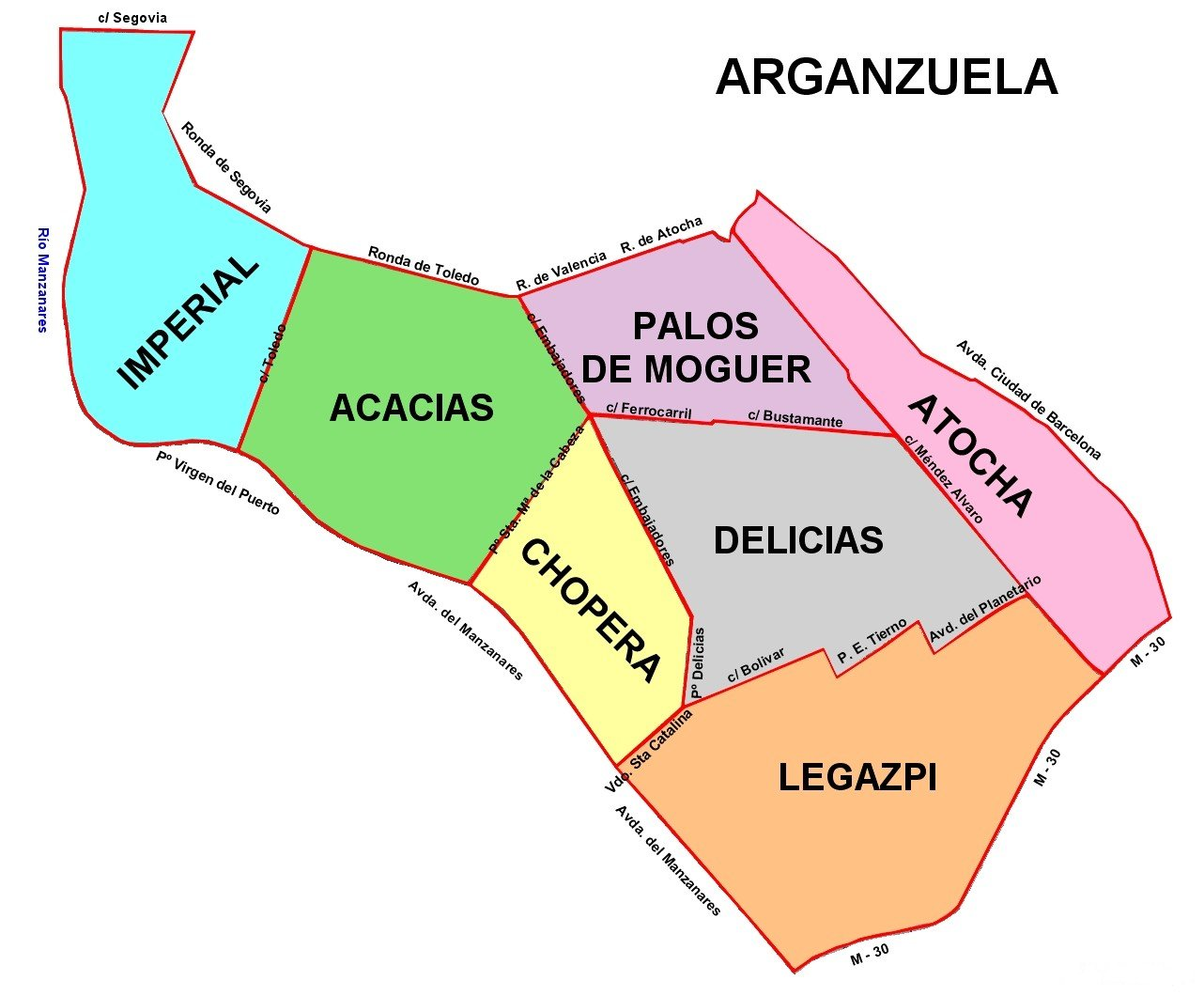
División en barrios del distrito de Arganzuela

Arganzuela comprende el territorio al este del río Manzanares e íntegramente dentro del perímetro de la M-30. Limita, al norte y noreste con los distritos de Centro y Retiro; al este y sureste con el de Puente de Vallecas; al sur con el de Usera y al oeste con los de Latina y Carabanchel.
Por tanto el límite discurre por la calle de Segovia, las rondas de Segovia, Toledo, Valencia y Atocha por el norte, al este por el río Manzanares, al sur por el paseo de la Virgen del Puerto, paseo de Yeserías y paseo de la Chopera y al oeste por el trazado de la M-30 y la avenida de la ciudad de Barcelona.

### Organización territorial
Arganzuela se organiza administrativamente en los barrios de Imperial (21), Las Acacias (22), La Chopera (23), Legazpi (24), Las Delicias (25), Palos de la Frontera (26) y Atocha (27).

## Urbanismo

### Arquitectura
En los edificios de Arganzuela predominan los estilos neomudéjar, racionalista y la arquitectura en hierro, propios de la arquitectura industrial del siglo XIX y la primera mitad del siglo XX, cuando se urbaniza el territorio y el distrito experimenta su auge urbanístico. Algunos ejemplos de arquitectura neomudéjar son la Casa del Reloj, el Matadero Madrid y la Biblioteca Regional Joaquín Leguina. Un ejemplo de arquitectura racionalista es el edificio Parque Sur. La arquitectura en hierro de Arganzuela se encuentra en la estación de Atocha, el Museo del Ferrocarril de Madrid (antigua estación de Delicias) y el Palacio de Cristal de la Arganzuela.

### Principales calles y plazas
Las principales vías de Arganzuela son los paseos de las Delicias, Santa María de la Cabeza, la Chopera y las Yeserías, la Virgen del Puerto, Imperial, las calles de Toledo y Embajadores y las rondas de Atocha y Toledo.

### Parques y jardines
El límite sur de Arganzuela está definido por el cauce del río Manzanares, a lo largo del cual se extiende el parque del Manzanares o parque Madrid Río. Al este se encuentra el parque Enrique Tierno Galván, donde está ubicado el Planetario de Madrid.

## Educación
En el distrito de Arganzuela hay 30 guarderías (2 públicas y 28 privadas), 8 colegios públicos de educación infantil y primaria, 3 institutos de educación secundaria y 8 colegios privados (con y sin concierto). También existen 8 colegios privados concertados. El índice de notas de los alumnos es 7,2.

### Listado de centros públicos

#### educación infantil
- EI La Melonera
- EI Tren de la Fresa
- EI Alba

#### educación primaria
- CEIP Joaquín Costa
- CEIP Legado Crespo
- CEEP Marqués de Marcenado
- CEIP Menéndez Pelayo
- CEIP Miguel de Unamuno
- CEIP Plácido Domingo
- CEIP San Eugenio y San Isidro
- CEIP Tomás Bretón
- CEIPS.O. Tirso de Molina

#### Educación secundaria
- IES Cervantes
- IES Gran Capitán
- IES Juan de la Cierva
- IES Antonio Fraguas "Forges"

Educación de adultos
- CEPA Arganzuela

## Fiestas
La fiesta más destacada que se celebra en el distrito de Arganzuela es la Fiesta de la Melonera, a mediados de septiembre.

## Administración y política

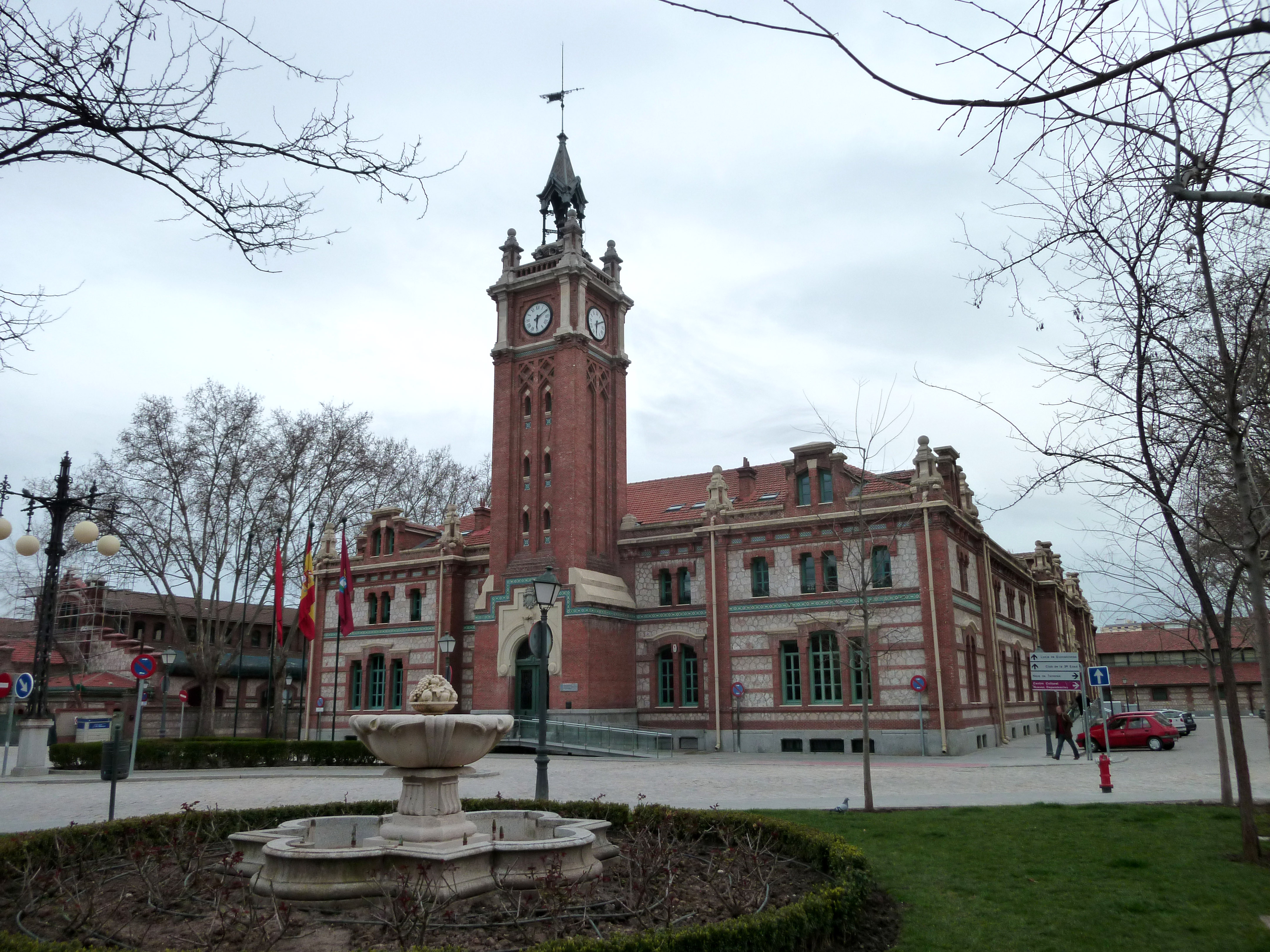
La Casa del Reloj, sede de la Junta de Arganzuela

El distrito es gobernado por la Junta Municipal del distrito de Arganzuela y el Ayuntamiento de Madrid. La presidenta de la Junta de Arganzuela es Dolores Navarro Ruiz, del Partido Popular.
| Partidos       | Porcentaje |
| -------------- | ---------- |
| PP             | 40,8 %     |
| Más Madrid     | 22,8 %     |
| PSOE           | 15,7 %     |
| Unidas Podemos | 8,8 %      |
| Vox            | 6,5 %      |
| Cs             | 4,3 %      |

*Solo se indican partidos con un porcentaje mayor al 1% de votos.

## Transporte

### Ferrocarril

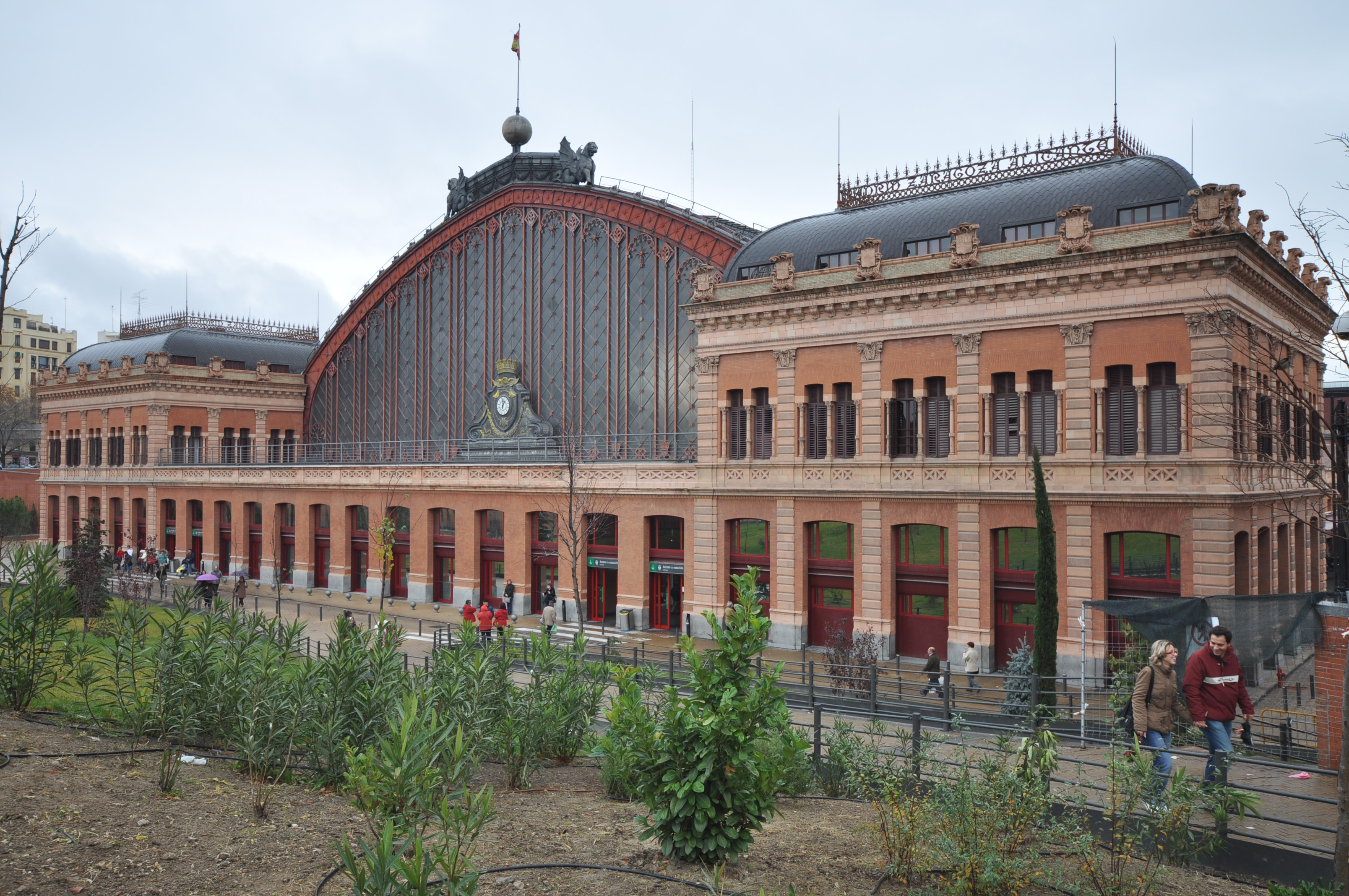
Estación de Atocha

El distrito cuenta con la estación de Atocha, la más importante de España en cuanto a trenes de largo recorrido, así como de Cercanías Madrid (líneas C-2, C-3, C-4, C-5, C-7, C-8 y C-10). Otras estaciones con las que cuenta el distrito son la de Embajadores (C-5) y las del llamado Pasillo Verde Ferroviario, recorrido por la línea C-10: Méndez Álvaro (a la que también presta servicio la línea C-5), Delicias y Pirámides.
Debido a lo mencionado anteriormente respecto a la estación de Atocha, el distrito de Arganzuela cuenta con conexiones ferroviarias con un gran número de poblaciones españolas y francesas, como Barcelona, Zaragoza, Logroño, Sevilla, Málaga, Badajoz, Almería, Alicante, Valencia, Toledo, Huelva, Castellón de la Plana, Lérida, Granada, Huesca, Córdoba, Albacete, Cádiz, Perpiñán o Marsella, entre otras.

### Metro
El distrito de Arganzuela está servido por las siguientes líneas de Metro de Madrid:
- La línea 1 da servicio a la esquina nordeste del distrito con las estaciones de Estación del Arte y Atocha.
- La línea 3 atraviesa el corazón del distrito de norte a sur bajo las calles Embajadores, Palos de la Frontera y paseo de las Delicias, deteniéndose en las estaciones de Embajadores, Palos de la Frontera, Delicias y Legazpi.
- La línea 5 da servicio a la zona oeste del distrito (barrio de Imperial ) con las Estaciones de Pirámides, Acacias y Puerta de Toledo.
- La línea 6 discurre por el sureste del distrito, parando en Méndez Álvaro, Arganzuela-Planetario y Legazpi

### Autobús
Las siguientes líneas de autobuses dan servicio al distrito de Arganzuela:
| Línea | Terminales                               |
| ----- | ---------------------------------------- |
| 6     | Jacinto Benavente – Orcasitas            |
| 8     | Legazpi – Valdebernardo                  |
| 17    | Plaza Mayor – Colonia Parque Europa      |
| 18    | Plaza Mayor – Villaverde Cruce           |
| 19    | Plaza de Cataluña – Legazpi              |
| 22    | Legazpi – Villaverde Alto                |
| 23    | Plaza Mayor - Villaverde Cruce           |
| 24    | Estación de Atocha - Estación de El Pozo |
| 27    | Embajadores – Plaza de Castilla          |
| 34    | Cibeles – Las Águilas                    |
| 35    | Plaza Mayor – Carabanchel Alto           |
| 36    | Atocha – Campamento                      |
| 41    | Atocha – Colonia Manzanares              |
| 45    | Legazpi – Avda. Reina Victoria           |
| 47    | Atocha – Carabanchel Alto                |
| 50    | Plaza Mayor – Avda. Manzanares           |
| 55    | Atocha – Batán                           |
| 59    | Estación de Atocha - San Cristóbal       |
| 60    | Plaza de la Cebada – Orcasitas           |
| 62    | Cristo Rey - Los Puertos                 |
| 76    | Plaza Beata – Villaverde Alto            |
| 78    | Embajadores – Bº San Fermín              |
| 79    | Legazpi – Villaverde Alto                |

| Línea | Terminales                                            |
| ----- | ----------------------------------------------------- |
| 85    | Estación de Atocha - Butarque                         |
| 86    | Estación de Atocha - Villaverde Alto                  |
| 102   | Estación de Atocha - Estación de El Pozo              |
| 113   | Méndez Álvaro – Ciudad Lineal                         |
| 116   | Embajadores – Villaverde Cruce                        |
| 118   | Embajadores – Avda. de la Peseta                      |
| 119   | Atocha – Barrio de Goya                               |
| 123   | Legazpi – Butarque                                    |
| 148   | Callao – Puente de Vallecas                           |
| 152   | Felipe II – Méndez Álvaro                             |
| 156   | Manuel Becerra – Legazpi                              |
| 180   | Arganzuela-Planetario – Legazpi / Estación de El Pozo |
| 247   | Atocha – Colonia San José Obrero                      |
| C1    | Circular 1                                            |
| C2    | Circular 2                                            |
| N11   | Cibeles – Madrid Sur                                  |
| N12   | Cibeles – Butarque                                    |
| N13   | Cibeles – Colonia San Cristóbal de los Ángeles        |
| N14   | Cibeles – Villaverde Alto                             |
| N15   | Cibeles – Hospital 12 de Octubre                      |
| N16   | Cibeles – Avenida de la Peseta                        |
| N17   | Cibeles – Carabanchel Alto                            |
| N18   | Cibeles – Las Águilas                                 |
| N19   | Cibeles – Colonia San Ignacio de Loyola               |
| N26   | Alonso Martínez – Aluche                              |
| NC1   | Circular 1                                            |
| NC2   | Circular 2                                            |
| T32   | Legazpi – Mercamadrid                                 |
| E1    | Cibeles - La Peseta                                   |
| SE832 | Príncipe Pío - Hospital Fundación San José            |

## Cultura

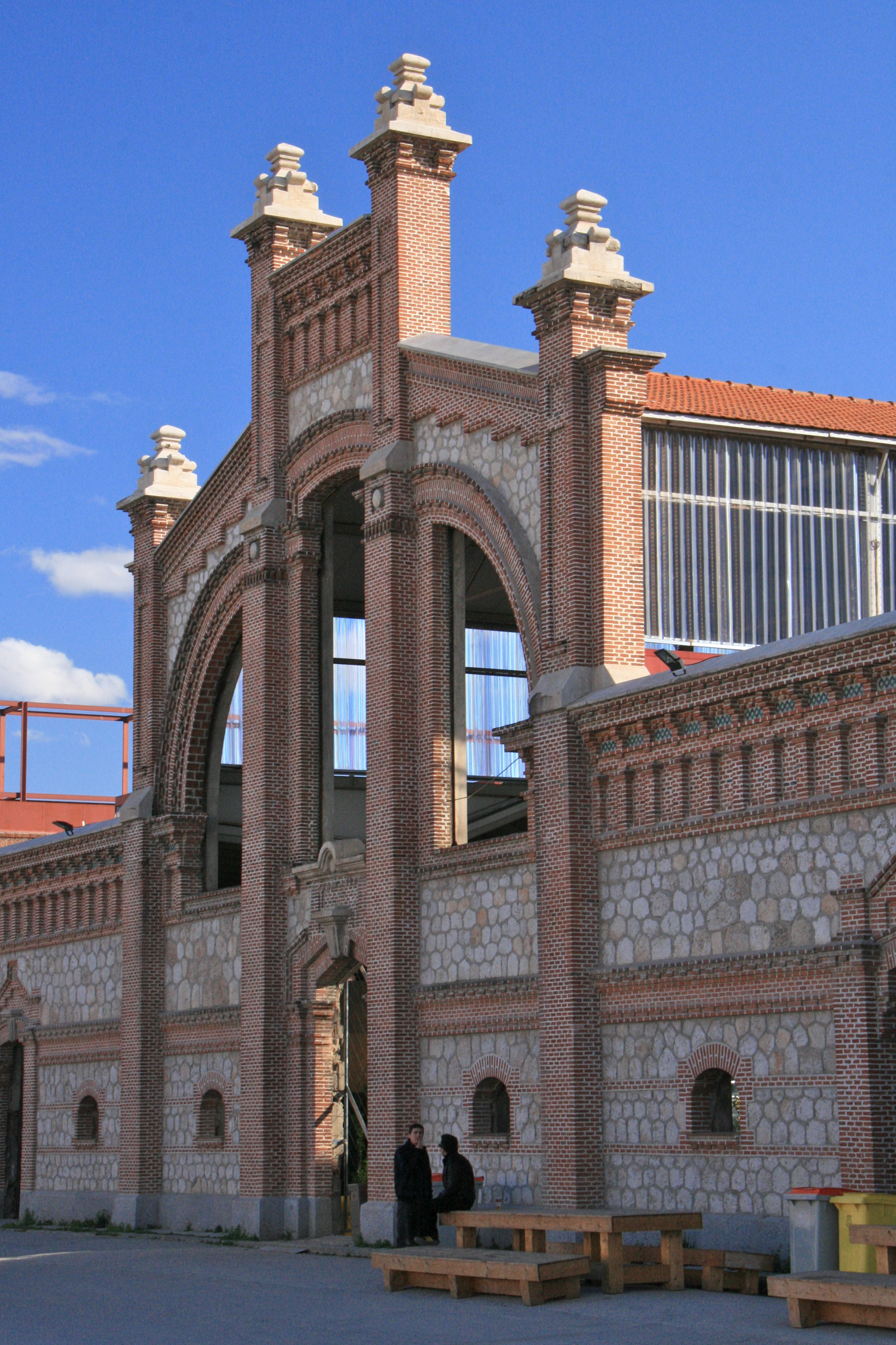
Matadero Madrid

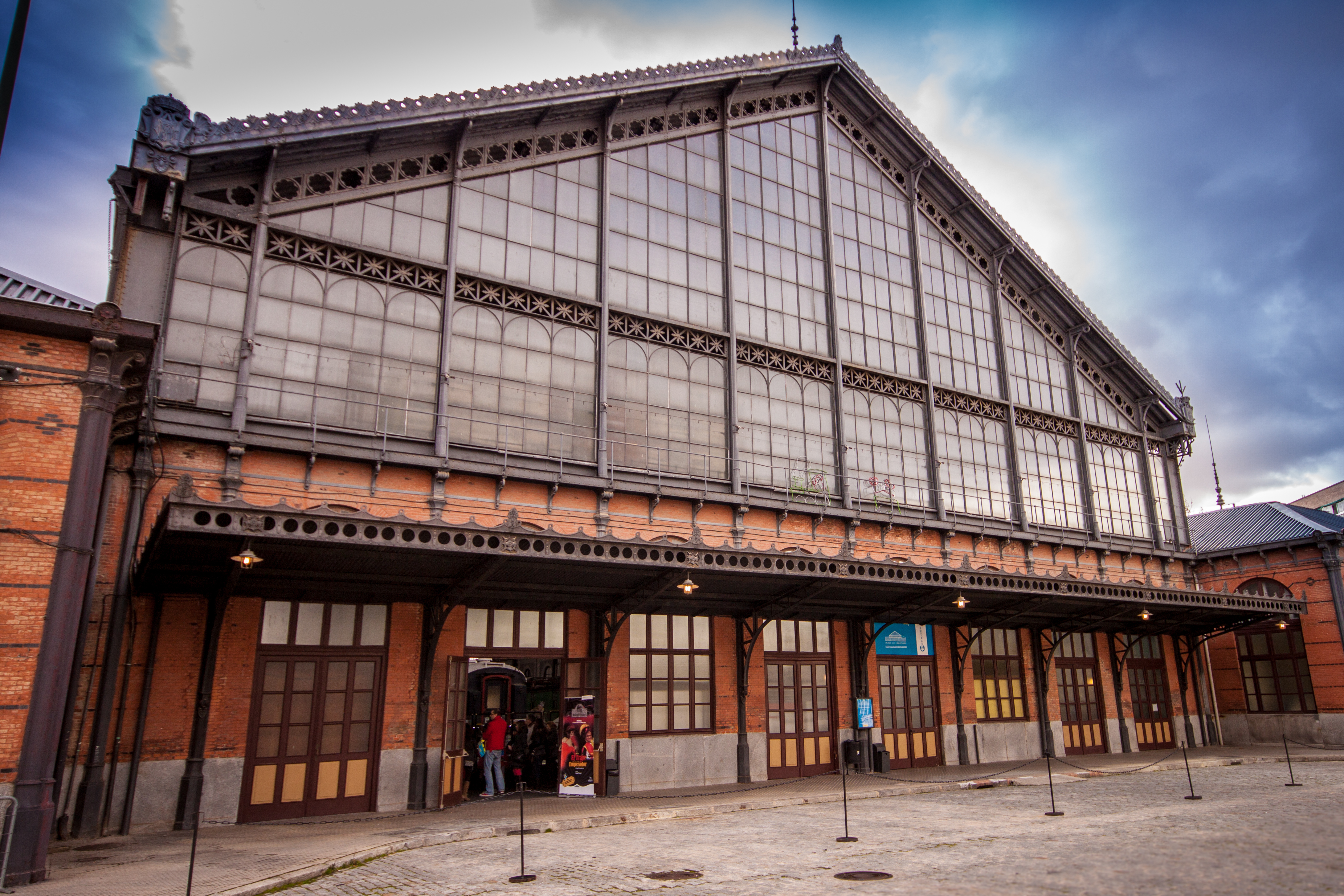
Museo del Ferrocarril, en la antigua estación de Delicias

### Instalaciones culturales
En Arganzuela se encuentra el centro cultural Matadero Madrid, punto de referencia en la capital, y que acoge exposiciones y actividades diversas. También está en Arganzuela el Museo del Ferrocarril de Madrid y la sede en Madrid del Museo Nacional de Ciencia y Tecnología.
La calle Ercilla y sus alrededores, en la zona de Acacias, alberga varias salas de teatro independientes que, poco a poco, han ido labrándose un nombre en el circuito off de la capital. Ejemplos de estas son Estudio 2, bajo la compañía de Manolo Galiana; la sala Cuarta Pared fundada en 1985, y una de las primeras de la zona; u otras de más reciente creación, como el teatro Lagrada, el espacio Plot Point o La Encina Teatro. Muy cerca de aquí, del otro lado del paseo de embajadores se encuentra la Sala Caracol, un conocido lugar de conciertos y debajo de la plaza de Santa María de la cabeza se encuentra la sala Mayko.

## Deporte

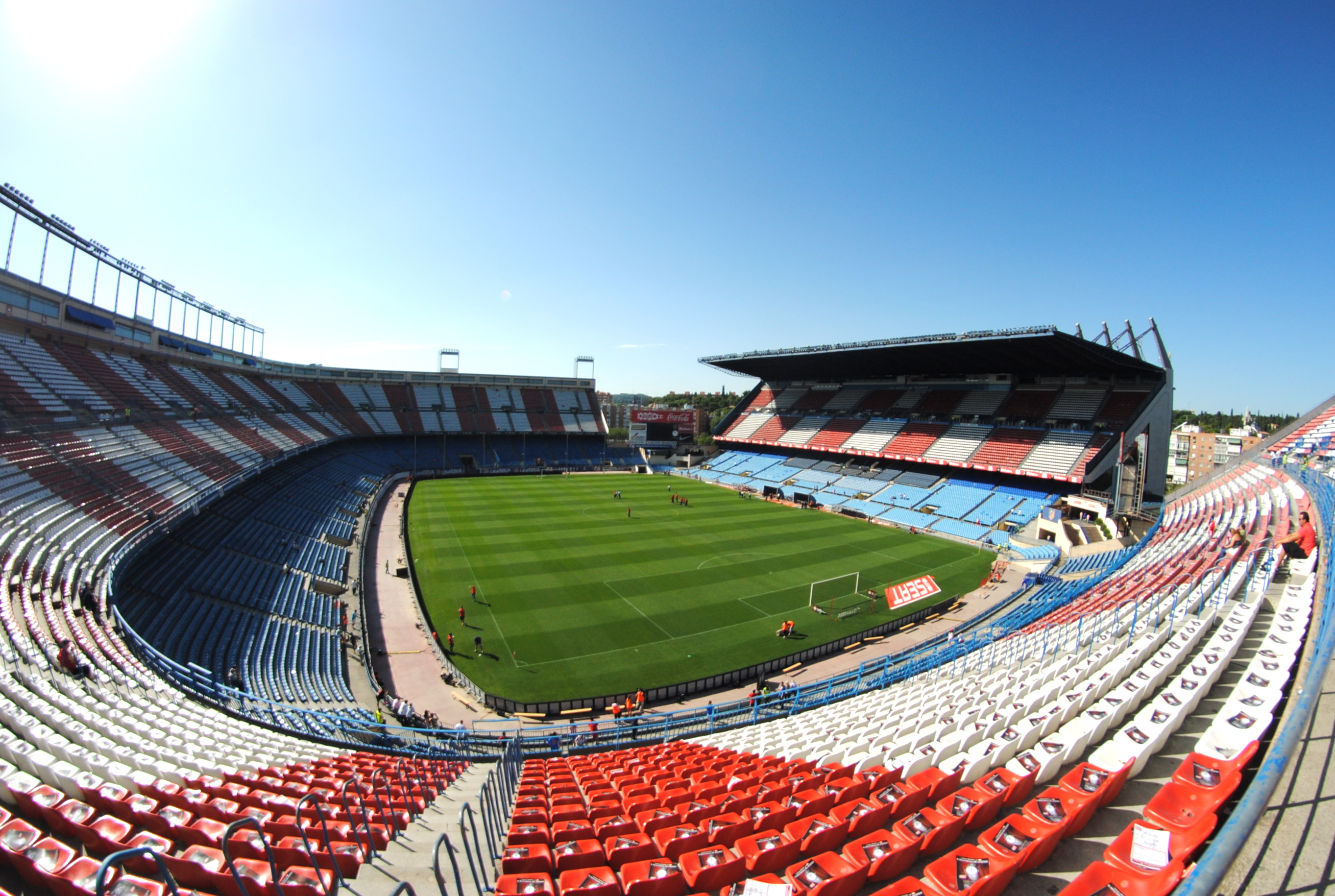
Antiguo estadio Vicente Calderón

### Instalaciones deportivas
En el distrito de Arganzuela se encontraba hasta su demolición en 2020 el estadio Vicente Calderón, cuyo equipo de fútbol titular es el Club Atlético de Madrid.
En el polideportivo Marqués de Samaranch tienen su campo los equipos de fúbtol base más destacados del distrito: A.D. Parque Arganzuela, A.D. Gigantes y A.D. Pasillo Verde.